# Colutea porphyrogramma
Colutea porphyrogramma är en ärtväxtart som beskrevs av Karl Heinz Rechinger. Colutea porphyrogramma ingår i släktet blåsärter, och familjen ärtväxter. Inga underarter finns listade i Catalogue of Life.